# Space Race (album Mi-Sex)
Space Race è il secondo album in studio del gruppo musicale neozelandese Mi-Sex, pubblicato nel maggio 1980 dalla CBS.

## Tracce
Lato A
1. Space Race – 3:44
2. Pages and Matches – 2:30
3. Living in September – 2:41
4. I Don't Know – 2:27
5. Slippin' Out – 3:08
6. It Only Hurts When I'm Laughing – 4:18

Lato B
1. People – 3:49
2. Good Guys Always Win (Satire) – 3:17
3. Ghosts – 3:42
4. Burning Up – 3:35
5. Ice Cold Dead – 4:16